# Луценко, Ануфрий Максимович
Ануфрий Максимович Луценко (1908—1977) — полковник Рабоче-крестьянской Красной Армии, участник Великой Отечественной войны, Герой Советского Союза (1944).

## Биография
Ануфрий Луценко родился 12 июня 1908 года в селе Сухой Ташлык (ныне — в Кировоградской области Украины). После окончания пяти классов школы работал сначала в родительском хозяйстве, позднее в колхозе. В 1930 году Луценко был призван на службу в Рабоче-крестьянскую Красную Армию. В 1931 году он окончил школу младших командиров. С начала Великой Отечественной войны — на её фронтах.
К марту 1944 года подполковник Ануфрий Луценко командовал 929-м стрелковым полком 254-й стрелковой дивизии 52-й армии 2-го Украинского фронта. Отличился во время освобождения Черкасской области Украинской ССР. Осуществив обходной манёвр, полк Луценко успешно вышел в тыл противнику и принял активное участие в освобождении ряда населённых пунктов, в том числе: Софиевка, Чёрная Каменка, Иваньки, Полковничье, Помойник, Краснополка, города Умань. Продвинувшись далеко вперёд, полк первым в дивизии переправился через Южный Буг и Днестр и захватил плацдармы на их западных берегах. 25 марта 1944 года полк вышел к Государственной границе СССР с Румынией. В тех боях полк разгромил 2 немецких пехотных полка, уничтожил 85 танков, 11 артиллерийских орудий, 211 автомашин и большое количество другой боевой техники. В одном из боёв Луценко получил тяжёлое ранение.
Указом Президиума Верховного Совета СССР от 13 сентября 1944 года за «мужество, отвагу и героизм, проявленные в борьбе с немецкими захватчиками» подполковник Ануфрий Луценко был удостоен высокого звания Героя Советского Союза с вручением ордена Ленина и медали «Золотая Звезда» за номером 4404.
В 1945 году Луценко ускоренным курсом окончил Военную академию имени Фрунзе. В октябре того же года в звании полковника он был уволен в запас. Проживал в Черкассах. Скончался 19 марта 1977 года, похоронен на аллее Почёта городского кладбища Черкасс.
Был также награждён двумя орденами Красного Знамени, орденом Красной Звезды и рядом медалей.
В честь Луценко названа гимназия и установлен бюст в Черкассах.